# Kálium-jodát
A kálium-jodát a jódsav káliumsója, képlete KIO3. K+ és IO3− vannak benne 1:1 arányban.

## Reakciói
A kálium-jodátot elő lehet állítani kálium tartalmú bázis, például kálium-hidroxid és jódsav reakciójával:
HIO3 + KOH → KIO3 + H2O

## Fordítás
Ez a szócikk részben vagy egészben  a   Potassium iodate című angol Wikipédia-szócikk ezen változatának fordításán alapul.  Az eredeti cikk szerkesztőit annak laptörténete sorolja fel. Ez a jelzés csupán a megfogalmazás eredetét és a szerzői jogokat jelzi, nem szolgál a cikkben szereplő információk forrásmegjelöléseként.